# Nowy Pożóg
Nowy Pożóg – wieś w Polsce położona w województwie lubelskim, w powiecie puławskim, w gminie Końskowola. Leży na pograniczu Kazimierskiego parku Krajobrazowego,
W latach 1975–1998 miejscowość administracyjnie należała do ówczesnego województwa lubelskiego.
Wieś stanowi sołectwo gminy Końskowola. Według Narodowego Spisu Powszechnego z roku 2011 wieś liczyła 625 mieszkańców.
Wierni Kościoła rzymskokatolickiego należą do parafii Znalezienia Krzyża Świętego i św. Andrzeja Apostoła w Końskowoli.